# Bella Heathcote

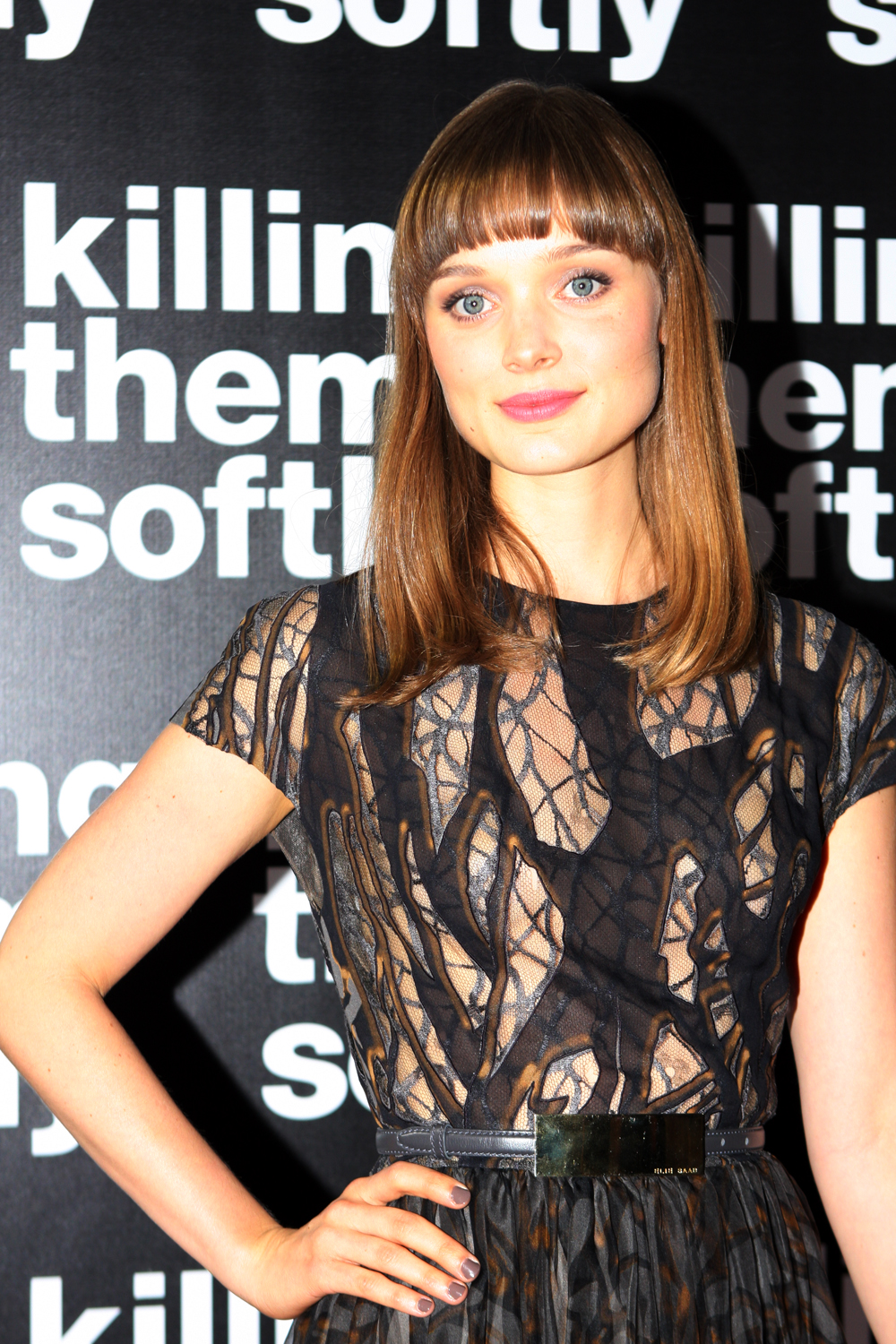
Bella Heathcote in Sydney (2012)

Isabella „Bella“ Heathcote (* 27. Mai 1987 in Melbourne, Victoria) ist eine australische Schauspielerin.

## Leben und Karriere
Bella Heathcote wurde 1987 in Melbourne geboren und begann ihre schauspielerische Karriere im Jahr 2008. Im Mai 2010 erhielt sie das Heath Ledger Stipendium. Im australischen Fernsehen wurde sie durch ihre Rolle der Amanda Fowler in acht Folgen der Seifenoper Nachbarn bekannt. In dem Science-Fiction-Thriller In Time – Deine Zeit läuft ab spielte sie die Mutter von Amanda Seyfrieds Charakter und Ehefrau von Vincent Kartheiser, die an der Seite von Justin Timberlake zu sehen waren. Internationale Bekanntheit erlangt sie durch ihre Doppelrolle der Viktoria Winters und Josette du Pres in der 2012 von Regisseur Tim Burton inszenierten skurrilen Vampirkomödie Dark Shadows, an der Seite von Johnny Depp. 2012 wirkte sie in weiteren Produktionen wie Not Fade Away und Killing Them Softly mit.

## Filmografie (Auswahl)
- 2008: Die Erpresser (Acolytes)

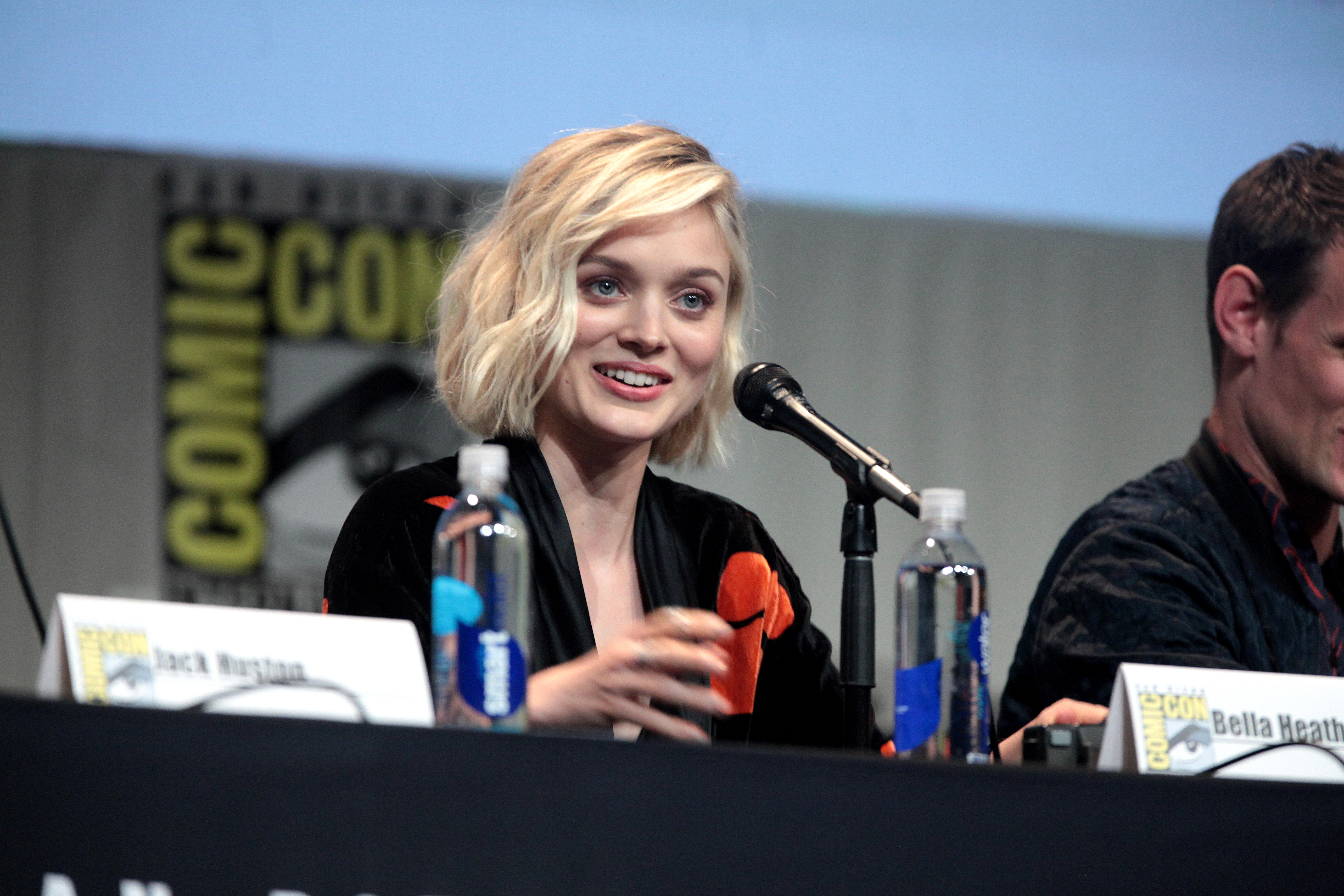
Heathcote auf der Comic-Con 2015

- 2009: Nachbarn (Neighbours, Fernsehserie, 8 Folgen)
- 2010: Glenn Owen Dodds (Kurzfilm)
- 2010: Beneath Hill 60
- 2011: Meth to Madness (Kurzfilm)
- 2011: In Time – Deine Zeit läuft ab (In Time)
- 2012: Dark Shadows
- 2012: Not Fade Away
- 2012: Killing Them Softly
- 2014: Wie schreibt man Liebe? (The Rewrite)
- 2015: Der Fluch von Downers Grove (The Curse of Downers Grove)
- 2016: Stolz und Vorurteil und Zombies (Pride and Prejudice and Zombies)
- 2016: The Neon Demon
- 2016–2018: The Man in The High Castle (Fernsehserie, 16 Folgen)
- 2017: Fifty Shades of Grey – Gefährliche Liebe (Fifty Shades Darker)
- 2017: Professor Marston & The Wonder Women
- 2018–2019: Strange Angel (Fernsehserie, 17 Folgen)
- 2020: Awkwafina Is Nora from Queens (Fernsehserie, Folge 1x10 China)
- 2020: Bloom (Fernsehserie, 6 Folgen)
- 2020: Relic – Dunkles Vermächtnis (Relic)
- 2022: Ein Teil von ihr (Pieces of Her, Fernsehserie, 8 Folgen)
- 2023: C*A*U*G*H*T (Fernsehserie, 6 Folgen)
- seit 2023: Scrublands (Fernsehserie, 4 Folgen)
- 2024: The Moogai